# Àgata Gil Capeta
Àgata Gil Capeta (Badalona, 23 d'octubre del 1979) és una dissenyadora gràfica i il·lustradora catalana. Ha contribuït en la difusió d'iniciatives sobre la salut, la cultura, la llengua, l'art o el compromís social. La seva activitat professional s'ha centrat en el camp de la comunicació gràfica i el dibuix. Fou la primera dona que va veure materialitzat el disseny del «dimoni de Badalona» en guanyar l'any 1999 —amb Blau@— el "I Concurs Crema'l tu!" organitzat per l'Àrea de Cultura de l'Ajuntament de Badalona.
Àgata Gil és filla de la ceramista Maria Teresa Capeta Brossa i de l'arquitecte activista, Francesc Gil Argemí. Va cursar la primària i la secundària a les Escoles Minguella. Es va llicenciar en Belles Arts a la Universitat de Barcelona en les especialitats de dibuix i gravat i va prosseguir estudis a l'Escola d'Art Pau Gargallo on es titulà com a Tècnica Superior en gràfica publicitària i il·lustració. Complementà la seva formació a l'Escola Eina amb un postgrau sobre il·lustració i premsa; amb estudis de serigrafia i gravat a Espai Cultural Eina Barra de Ferro, i la investigació sobre mitjans informàtics aplicats al disseny a l'Escola Algueró del Gremi de la Indústria i la Comunicació Gràfica de Catalunya.
Àgata Gil va iniciar la seva carrera com a il·lustradora quan encara era estudiant de Belles Arts a la Universitat de Barcelona. Ha portat a terme projectes d'il·lustració editorial per encàrrec de Castellnou, Claret, Teide o L'Abadia de Montserrat. Col·labora amb la revista Cavall Fort des de 2005 i amb la revista El Tatano, on ha il·lustrat receptes de cuina d'Ada Parellada i algunes portades d'aquesta publicació infantil. Els dibuixos i il·lustracions d'Àgata Gil s'han exposat a la llibreria Pati de Llibres de Sant Cugat del Vallès.
Àgata Gil ha realitzat projectes d'identitat gràfica i imatge corporativa, pàckaging, cartellisme, gràfica audiovisual i multimèdia, així com dissenys de comunicació gràfica per l'Ajuntament de Badalona, Aigües de Reus, Col·legi de Fisioterapeutes de Catalunya, i empreses del sector del vi, l'alimentació o les assegurances privades. És autora de nombrosos cartells: Fira del Vi de Falset, Ruta de la Tapa de Castellbisbal (2016). Artífex de la renovació de la imatge corporativa de l'Escola Arsenal (2021), de la marca arsenal, així com de la submarca cinquanta creada expressament a ran de la celebració del 50è aniversari de l'Escola d'Art de Vilafranca. Ha estat la responsable de maquetar el llibre infogràfic sobre Gabriel Ferrater i del disseny del «Calendari Garnatxa 2022», editats per LaBrida.
El 2008 va guanyar el Premi Mercè Llimona i els seus dibuixos van ser seleccionats per il·lustrar el conte La draga sense escates de la fil·lologa Lena Paüls. Aquest mateix treball va ser distingit, el 2010, amb el Premi The White Ravens promogut per la Internationale Jugendbibliothek de Múnic. El 2008, va obtenir el segon premi del Concurs de Cartells de la Festa Major de Gràcia. El 2003, va quedar finalista del Concurs Asha, convocat per la productora Cromosoma amb la finalitat d'animar una sèrie d'entreteniment sobre la interculturalitat i el seu disseny va merèixer el segon lloc del Concurs Arte Micra, promogut per l'empresa Nissan.